# Mieczysław Marszewski

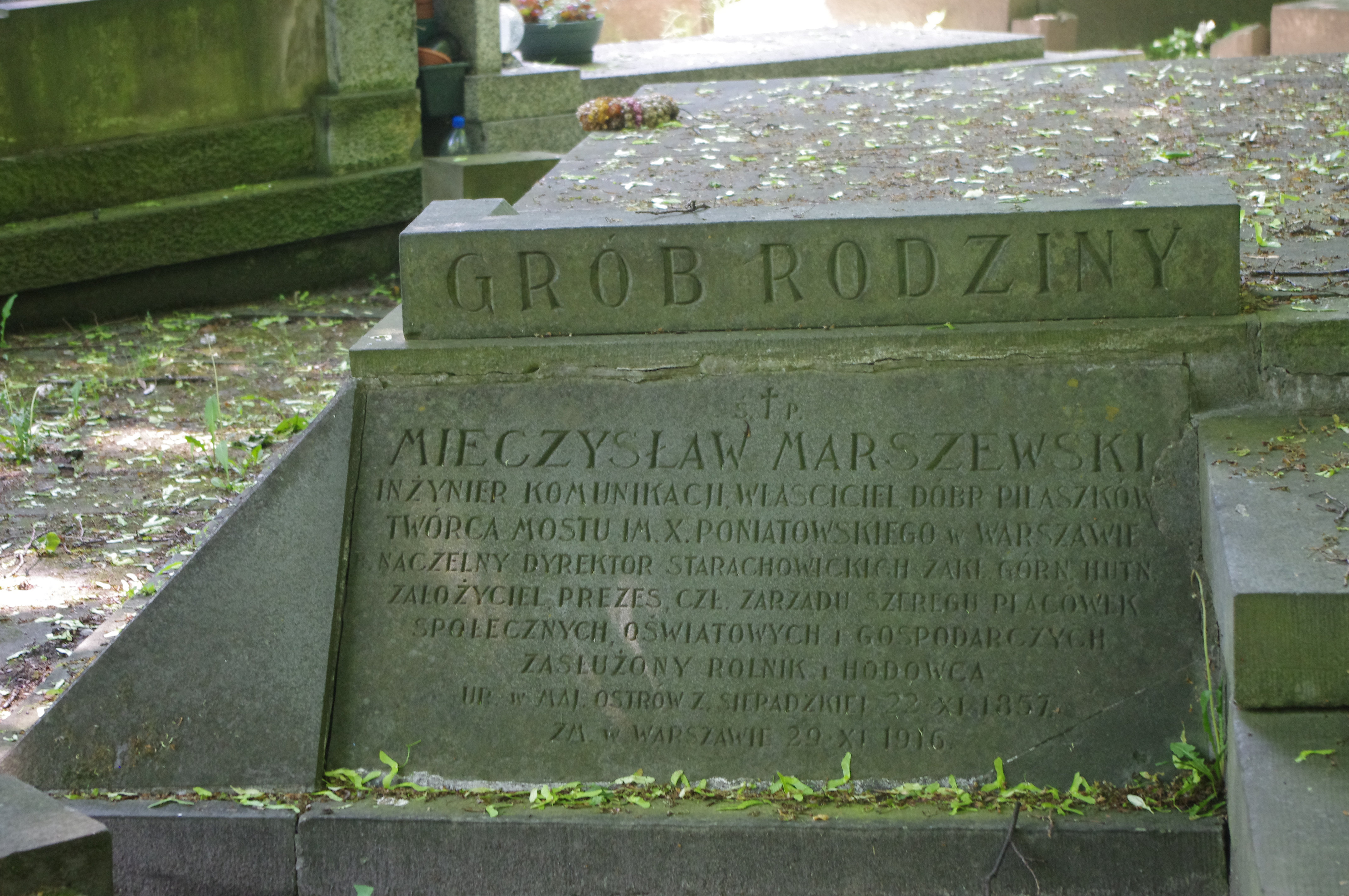
Grób Mieczysława Marszewskiego na cmentarzu Powązkowskim w Warszawie

Mieczysław Klemens Antoni Marszewski (ur. 22 listopada 1857 w Ostrowie, zm. 29 listopada 1916 w Warszawie) – polski konstruktor, inżynier komunikacji, działacz rolniczy, hodowca bydła rasy holenderskiej. Projektant mostu Poniatowskiego w Warszawie.

## Życiorys
Syn Antoniego Andrzeja Józefa h. Jastrzębiec powstańca z 1863 i jego żony Marii Zofii Sabel-Domaniewskiej z Domaniewic h. Lubicz i wnuk powstańca z 1830. W 1882 ukończył Instytutu Inżynierów Komunikacji w Petersburgu.
Pracował jako kierownik referatu wodnego Warszawskiego Okręgu Komunikacji i zostaje oddelegowany do budowy klinkierni w Zamościu. Twórca dwóch stałych mostów na Narwi w 1894 i 1897. Naczelny Dyrektor Starachowickich Zakładów Górniczo – Hutniczych w latach 1900–1903. Zrezygnował z funkcji, gdy pojawiła się możliwość budowy trzeciego mostu w Warszawie.
Pełniąc funkcje członka Komitetu Budowy i przewodniczącego Biura Budowlanego nowej przeprawy przyjął od przedsiębiorców – w zamian za przyznawane kontrakty – łapówki w łącznej kwocie ok. 100 tys. rubli. W wyniku prokuratorskiego śledztwa został usunięty z pełnionych funkcji i w latach 1909–1910 skazany na karę więzienia oraz zwrot uzyskanych korzyści majątkowych.
Po strajkach 1905, założył razem z Kazimierzem Kujawskim szkołę polską pod nazwą „Szkoła Mazowiecka”, której był znaczącym darczyńcą.
W 1892 zakupił gospodarstwo i dwór w Pilaszkowie. W tym samym roku założył hodowlę bydła zarodowego rasy holenderskiej. Jego syn Antoni kontynuował pracę ojca i w 1929 roku na Pierwszej Powszechnej Wystawie Krajowej w Poznaniu otrzymał 14 najwyższych nagród za zgłoszone zwierzęta z Obory Pilaszkowskiej. Dokonał rozbudowy dworu, według projektu arch. Czesława Domaniewskiego, oraz uporządkował park. Pochowany na cmentarzu Powązkowskim w Warszawie (kw. 232-1/2-1).

## Życie prywatne
Żonaty z Jadwigą ze Skarżyńskich; mieli siedmioro dzieci: Mieczysława, Jadwigę, Witolda (zmarł w niemowlęctwie), Antoniego, Marię, Helenę i Hannę.